# Cossypha cyanocampter
Cossypha cyanocampter là một loài chim trong họ Muscicapidae.